# 야시로촌 (도야마현)
야시로촌(八代村)은 도야마현 이미즈군·히미군에 있던 촌이다..

## 역사
- 1889년 4월 1일 - 정촌제 시행에 의해 이미즈군 야시로촌이 성립하였다.
- 1896년 3월 29일 - 군 개편에 의해 이미즈군에서 분립해 히미군이 성립하여, 히미군에 속하게 되었다.
- 1952년 8월 1일 - 고이시촌, 요카와촌과 합병해 히미정이 되었다.

## 참고문헌
- 『市町村名変遷辞典』東京堂出版、1990年